# Paradoxurus musangus
Paradoxurus musangus (syn. Paradoxurus musanga) — вид хижих віверових ссавців, що живе на південному сході Азії.

## Таксономія
Відділено від P. hermaphroditus.

## Опис
Вид дуже схожий на P. hermaphroditus. Шерсть на спині мінлива, переважно з поздовжніми смугами або рядами точок, які чітко або слабо виражені, але можуть бути відсутні й зовсім. На лобі велика білувата пляма, далі білі плями з боків шкіри носа. Крім того, Paradoxurus musangus можна відрізнити від інших видів Paradoxurus за морфологією зубів. Четвертий премоляр (P4) у Paradoxurus musangus має трикутну форму і добре розвинений язиковий, задній і зменшений передній цингулум (гребінь біля основи зуба). Крім того, Paradoxurus musangus має зменшений другий моляр (M2).
Paradoxurus musangus поділяється на два підвиди, Paradoxurus musangus musangus у материковій частині Південно-Східної Азії й на островах Сінгапур, Суматра, Ніас і Бангка. І Paradoxurus musangus javanicus на островах Ява, Балі, Флорес і Роті. На двох останніх островах цей мусанг ймовірно спочатку не проживав, але був завезений людьми з Яви. Яванські мусанги мають особливо великі моляри, великий трикутний четвертий премоляр із заднім поясом.

## Середовище проживання
Камбоджа, Лаос, М'янма, Таїланд, В'єтнам, Малайзія, Сінгапур, Індонезія, Східний Тимор.